# Національний парк Триглав
Три́глав (словен. Triglav) — єдиний національний парк Словенії.  Має у своєму складі вершину Триглав, що є національним символом країни, і її околиць, в тому числі плато Межакла.

## Географія
Вершина розташована в самому центрі парку.

## Флора

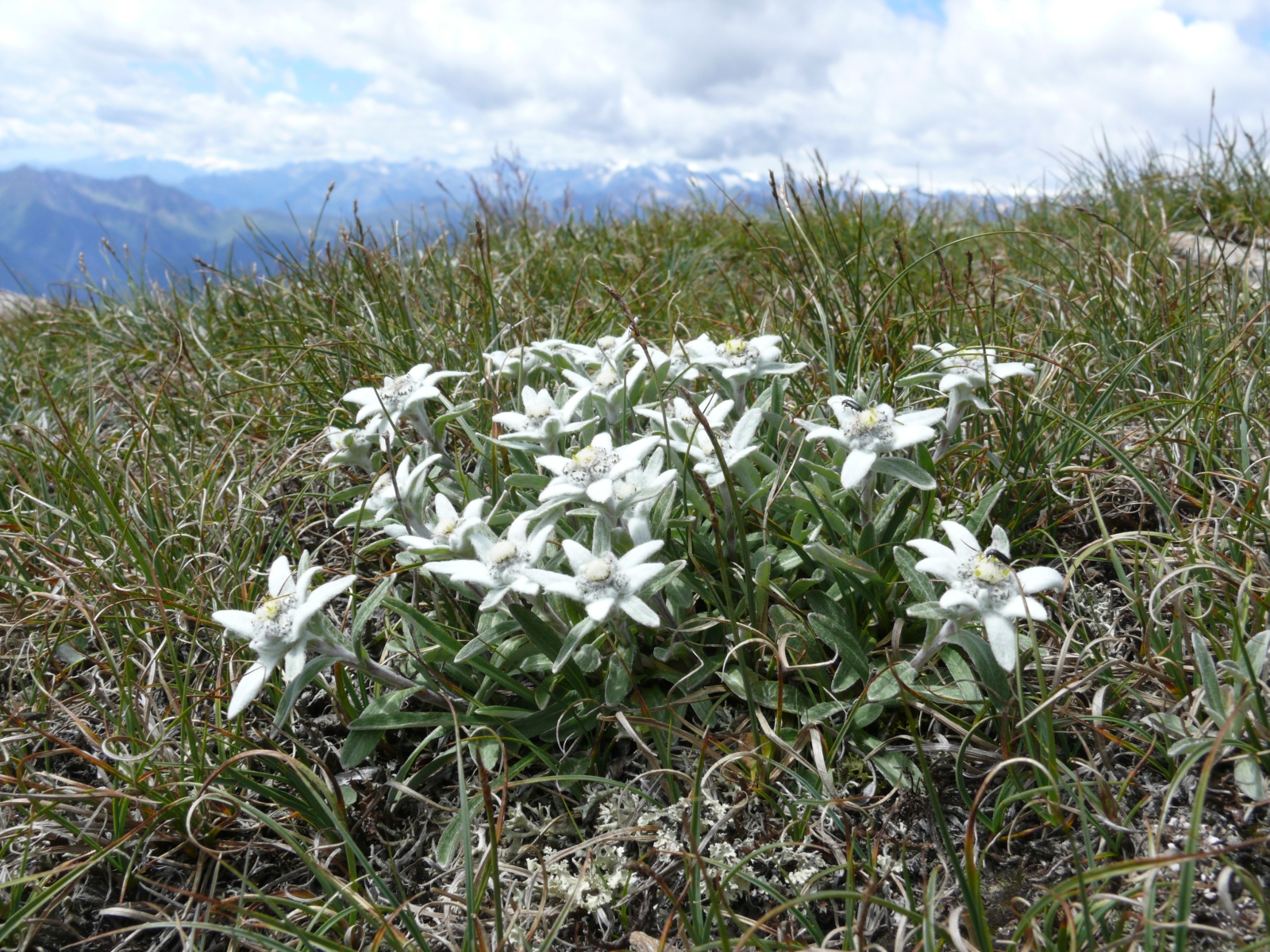
Едельвейс, один із символів Альп.

## Архітектура

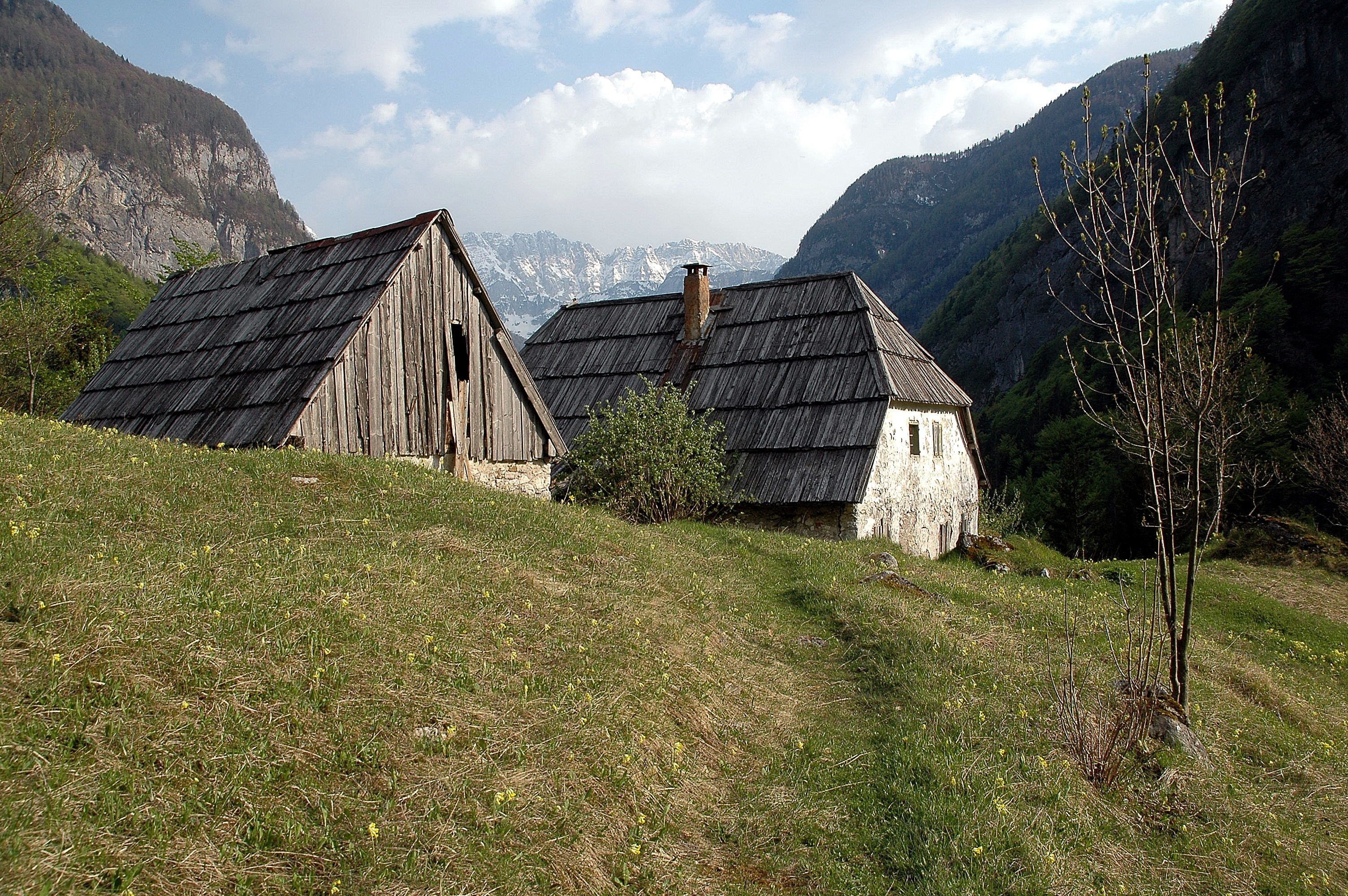
Традиційний дерев'яний будинок у районі Трента.

Має досить цікаві архітектурні рішення — будинки, побудовані із дерев'яних дощок.

### Музеї
- музей в Старій Фужіні

### Церкви
- Церква святого Духа у Яворці